# Mohammed Salah Baouendi
Mohammed Salah Baouendi, né le 12 octobre 1937 à Tunis et mort le 24 décembre 2011 à La Jolla en Californie, est un mathématicien tuniso-américain qui a travaillé comme professeur de mathématiques à l'université de Californie à San Diego.

## Carrière
Salah Baouendi achève à Paris ses études secondaires commencées au lycée Sadiki de Tunis. Une fois à l'université, il fait la connaissance de Laurent Schwartz qui le présente à Jacques-Louis Lions et Bernard Malgrange, son futur directeur de thèse. Après sa thèse soutenue en 1967, il retourne à Tunis comme maître de conférences. En 1970, il passe un an comme professeur invité à l'université de Nice, puis obtient un poste à l'université Purdue aux États-Unis en 1971. Il y reste jusqu'en 1990, d'abord comme « associate professor », puis comme professeur à partir de 1973. Malgré son désir de travailler en France, où il est professeur à l'université de Paris VI pendant deux ans, de 1974 à 1976, il ressent des difficultés à se faire accepter à égalité dans la société française de l'époque et retourne avec sa famille à Purdue. Il y dirige le département de mathématiques de 1980 à 1987. Il est aussi professeur invité dans plusieurs autres universités. En 1988, il accepte une position de « distinguished professor » à l'université de Californie à San Diego.
Baouendi a été cofondateur et éditeur de deux journaux mathématiques importants, « Communications in Partial Differential Equations » et « Mathematical Research Letters ». Il a aussi occupé des fonctions variées dans l'American Mathematical Society, au sein de son comité exécutif où il siège de 1990 à 1994, et dans l'Union mathématique internationale, à l'assemblée générale de laquelle il représente les États-Unis en 1998 et 2002,.

## Travaux
Ses recherches portaient sur les équations aux dérivées partielles et sur les fonctions de plusieurs variables complexes,.
Il soutient sa thèse, intitulée Sur une classe d'opérateurs elliptiques dégénérés, à l'université Paris-Sud en 1967 sous la direction de Bernard Malgrange.

## Prix et récompenses
Baouendi reçoit le prix d'Aumale de l'Académie des sciences en 1969. Il est conférencier invité au Congrès international des mathématiciens tenu à Vancouver en 1974.
Conjointement avec son épouse, la mathématicienne Linda Preiss Rothschild, il reçoit le prix Stefan-Bergman de l'American Mathematical Society en 2003,.
En 2005, il devient fellow de l'Académie américaine des arts et des sciences,.

## Vie privée
Mohammed Salah Baouendi a un frère prénommé Houcine. Son premier mariage aboutit à la naissance de ses deux enfants Moungi Gabriel et Meriem. Moungi Gabriel devient par la suite professeur de chimie et chef de laboratoire au Massachusetts Institute of Technology ; il est lauréat du prix Nobel en 2023. Quant au deuxième mariage, il l'associe à la mathématicienne Linda Preiss Rothschild.

## Publications notables

### Livres
- (en) Mohammed Salah Baouendi, Peter Ebenfelt et Linda Preiss Rothschild, Real submanifolds in complex space and their mappings, Princeton, Princeton University Press (no vol. 47), 1999.

### Articles scientifiques
- Mohammed Salah Baouendi, « Sur une classe d'opérateurs elliptiques dégénérés », Bulletin de la Société mathématique de France, no 95,‎ 1967, p. 45-87 (ISSN 0037-9484).
- Mohammed Salah Baouendi et Pierre Grisvard, « Sur une équation d'évolution changeant de type », Journal of Functional Analysis, vol. 2, no 3,‎ 1968, p. 352-367.
- Mohammed Salah Baouendi et Charles Goulaouic, « Régularité et théorie spectrale pour une classe d'opérateurs elliptiques dégénérés », Archive for Rational Mechanics and Analysis, vol. 34, no 5,‎ 1969, p. 361-379 (ISSN 0003-9527).
- Mohammed Salah Baouendi et Charles Goulaouic, « Régularité analytique et itérés d'opérateurs elliptiques dégénérés ; applications », Journal of Functional Analysis, vol. 9, no 2,‎ 1972, p. 208-248.
- (en) Mohammed Salah Baouendi et Charles Goulaouic, « Nonanalytic-hypoellipticity for some degenerate elliptic operators », Bulletin of the American Mathematical Society, vol. 78, no 3,‎ 1972, p. 483-486.
- (en) Mohammed Salah Baouendi et Charles Goulaouic, « Cauchy problems with characteristic initial hypersurface », Communications on Pure and Applied Mathematics, vol. 26, no 4,‎ 1973, p. 455-475 (ISSN 0010-3640).
- (en) Mohammed Salah Baouendi et François Trèves, « A property of the functions and distributions annihilated by a locally integrable system of complex vector fields », Annals of Mathematics, vol. 113, no 2,‎ 1981, p. 387-421 (ISSN 0003-486X).
- (en) Mohammed Salah Baouendi, Chin Huei Chang et François Trèves, « Microlocal hypo-analyticity and extension of CR functions », Journal of Differential Geometry, vol. 18, no 3,‎ 1983, p. 331-391 (ISSN 0022-040X).
- (en) Mohammed Salah Baouendi, Howard Jacobowitz et François Trèves, « On the analyticity of CR mappings », Annals of Mathematics, vol. 122, no 2,‎ 1985, p. 365-400 (ISSN 0003-486X).
- (en) Mohammed Salah Baouendi, Xiaojun Huang et Linda Preiss Rothschild, « Regularity of CR mappings between algebraic hypersurfaces », Inventiones mathematicae, vol. 125, no 1,‎ 1996, p. 13-36 (ISSN 0020-9910).
- (en) Mohammed Salah Baouendi, Peter Ebenfelt et Linda Preiss Rothschild, « Algebraicity of holomorphic mappings between real algebraic sets inCn. », Acta Mathematica, vol. 177, no 2,‎ 1996, p. 225-273 (ISSN 0001-5962).